# Bombe del 1992-1993
La locuzione bombe del 1992-1993 indica un periodo della storia della Repubblica Italiana caratterizzato da una serie di attentati con ordigni da parte dell'organizzazione criminale siciliana di tipo mafioso Cosa nostra, realizzati in Italia durante i primi anni novanta del XX secolo, precisamente tra il 1992 ed il 1993.
Ciò che contraddistinse il periodo fu la natura particolarmente violenta delle azioni, per le quali furono utilizzate anche autobombe. Vennero attaccati membri delle forze di polizia (Giuliano Guazzelli, Giovanni Lizzio), della magistratura (Giovanni Falcone, Paolo Borsellino) ed esponenti politici (Salvo Lima), ma anche il patrimonio culturale, personalità non coinvolte direttamente nel contrasto alla mafia (come il giornalista Maurizio Costanzo) e anche semplici cittadini, con l'obiettivo di indebolire, colpire e ricattare lo Stato ed influenzare il governo e la società civile, al fine di creare le condizioni per realizzare una trattativa Stato-mafia.
La sfida diretta da parte della mafia sortì tuttavia una reazione decisa da parte dello Stato, che portò all'operazione Vespri siciliani e all'arresto di Salvatore Riina, capo assoluto di Cosa nostra.

## Storia

### Le condanne del maxiprocesso di Palermo e la pianificazione
L'avvio della stagione degli attentati venne deciso nel corso di alcune riunioni ristrette della "Commissione regionale" di "Cosa nostra" avvenute nei pressi di Enna nel settembre-ottobre 1991 (a cui parteciparono Salvatore Riina, Bernardo Provenzano, Giuseppe "Piddu" Madonia, Benedetto Santapaola), in cui venne stabilito un programma di azioni terroristiche contro lo Stato, che sarebbero state rivendicate con la sedicente sigla "Falange Armata"; subito dopo, durante una riunione della "Commissione provinciale" svoltasi nel dicembre 1991 (a cui parteciparono Salvatore Riina, Matteo Motisi, Giuseppe Farinella, Giuseppe Graviano, Carlo Greco, Pietro Aglieri, Michelangelo La Barbera, Salvatore Cancemi, Giovanni Brusca, Raffaele Ganci, Nino Giuffrè, Giuseppe Montalto e Salvatore Madonia), venne deciso ed elaborato un piano stragista "ristretto", che prevedeva l'assassinio di nemici storici di Cosa nostra (i giudici Giovanni Falcone e Paolo Borsellino) e di personaggi rivelatisi "inaffidabili", primo fra tutti l'onorevole Salvo Lima, ma anche i politici Calogero Mannino, Claudio Martelli, Salvo Andò, Carlo Vizzini e Sebastiano Purpura.
Il 30 gennaio 1992 la Corte di cassazione confermò la sentenza del Maxiprocesso che condannava Riina e molti altri boss all'ergastolo: in seguito a tale sentenza, nel febbraio-marzo 1992 si tennero sia una riunione plenaria della "Commissione regionale" (a cui parteciparono Riina, Provenzano, Giuseppe "Piddu" Madonia, Benedetto Santapaola e Salvatore Saitta) sia alcune riunioni ristrette della "Commissione provinciale" (a cui parteciparono Riina, Salvatore Biondino, Raffaele Ganci, Giovanni Brusca, Michelangelo La Barbera, Salvatore Cancemi), in cui si decise di dare inizio agli attentati e si stabilirono nuovi obiettivi da colpire.

### I mancati attentati ai danni di Falcone, Martelli e Costanzo
Nello stesso periodo, un gruppo di fuoco composto da mafiosi di Brancaccio e della provincia di Trapani (Giuseppe Graviano, Matteo Messina Denaro, Vincenzo Sinacori, Lorenzo Tinnirello, Cristofaro Cannella, Francesco Geraci) si spostò a Roma per uccidere il ministro della giustizia Claudio Martelli, il giudice antimafia Giovanni Falcone ed il presentatore televisivo Maurizio Costanzo, per via del suo forte impegno antimafia più volte espresso nelle sue trasmissioni; l'esplosivo e le armi (fucili, pistole, Kalašnikov) necessarie per questi attentati vennero procurate da Matteo Messina Denaro ed affidate a Giovanbattista Coniglio (mafioso di Mazara del Vallo), il quale le nascose in un'intercapedine ricavata nel suo camion per trasportarle a Roma, dove vennero scaricate e occultate nello scantinato dell'abitazione di Antonio Scarano (spacciatore di droga di origini calabresi legato a Messina Denaro), che procurò anche un appartamento per ospitare il gruppo di fuoco. Dopo alcuni appostamenti nel centro di Roma, il gruppo non rintracciò il giudice Falcone e il ministro Martelli, decidendo quindi di ripiegare su Costanzo, che riuscirono a seguire per alcune sere dopo le registrazioni della trasmissione Maurizio Costanzo Show. Tuttavia Riina ordinò a Sinacori di sospendere tutto e tornare in Sicilia, perché “avevano trovato cose più importanti giù”.

### L'omicidio Lima e l'allarme lanciato dal Viminale

L'omicidio di Salvo Lima (12 marzo 1992).

Il 12 marzo 1992 un gruppo di fuoco composto da mafiosi di Partanna-Mondello e San Lorenzo (Salvatore Biondino, Francesco Onorato, Salvatore Biondo, Simone Scalici, Giovan Battista Ferrante, Giovanni D'Angelo) compì l'omicidio dell'onorevole Salvo Lima a Mondello, alla vigilia delle elezioni politiche: due giorni dopo, una telefonata anonima arrivata alla sede ANSA di Torino rivendicò l'omicidio Lima a nome della sigla "Falange Armata".
Il 13 marzo, all'indomani dell'omicidio Lima, il giudice istruttore bolognese Leonardo Grassi trasmise al ministro dell'interno Vincenzo Scotti un'informativa contenente una fonte anonima (che poi si scoprì essere Elio Ciolini, arrestato per calunnia nell'ambito delle indagini per la strage di Bologna) in cui faceva riferimento «a fatti intesi a destabilizzare, nel periodo marzo-luglio di quest'anno, l'ordine pubblico nel nostro Paese in un quadro di "riordinamento politico" della destra europea deciso a Zagabria nel settembre del 1991 e di accreditamento in Italia di un nuovo ordine generale». Il 16 marzo successivo, Scotti e il capo della polizia Vincenzo Parisi inviarono ben tre circolari a tutte le prefetture italiane in cui si allertava del pericolo di «una campagna terroristica con omicidi esponenti Dc, Psi e Pds, nonché sequestro e omicidio futuro presidente della Repubblica», indicando come possibili obiettivi Giulio Andreotti e Giuliano Amato. Le circolari furono rese pubbliche dall'agenzia ANSA ed Andreotti definì l'allarme lanciato dal Viminale «una patacca» mentre il Presidente della Repubblica uscente Francesco Cossiga parlò di «allarme eccessivo». Il 20 marzo, Scotti e Parisi furono chiamati a riferire sul contenuto dell'informativa alle Commissioni Affari Costituzionali di Camera e Senato riunite in seduta comune, in cui si giustificarono affermando di aver saputo in ritardo che la fonte anonima fosse il depistatore Ciolini.

### L'omicidio Guazzelli
Il 4 aprile successivo, il giorno prima delle elezioni politiche, un gruppo di fuoco composto da mafiosi di Porto Empedocle, Realmonte e Santa Elisabetta (Gerlandino Messina, Alfonso Falzone, Giuseppe Fanara, Joseph Focoso, Calogero Castronovo) uccise a colpi di pistola e Kalashnikov il maresciallo dei carabinieri Giuliano Guazzelli mentre percorreva la SS 115 Agrigento-Porto Empedocle, all'altezza del viadotto Morandi: il giorno seguente, una telefonata anonima a nome della sigla "Falange Armata" arrivata alla sede ANSA di Bari rivendicò l'omicidio Guazzelli.

### Stragi di Palermo

#### Capaci

La strage di Capaci (23 maggio 1992)

Il 23 maggio seguente un gruppo di fuoco composto da mafiosi di San Giuseppe Jato, Altofonte, Corleone, Porta Nuova, Noce, San Lorenzo, Capaci e Mistretta (Giovanni Brusca, Antonino Gioè, Gioacchino La Barbera, Pietro Rampulla, Leoluca Bagarella, Domenico e Raffaele Ganci, Salvatore Cancemi, Giovan Battista Ferrante, Salvatore Biondo, Antonino Troia, Giovanni Battaglia) compì un attentato dinamitardo lungo l'autostrada A29, nella zona di Capaci, nella quale rimasero uccisi il giudice Falcone, la moglie Francesca Morvillo e tre agenti di scorta, mentre una decina di persone restarono ferite: la sera stessa dell'attentato, una telefonata anonima rivendicò la strage a nome della sigla "Falange Armata".
In seguito alla strage di Capaci, l'8 giugno il Consiglio dei ministri (governo Andreotti VII) approvò il decreto-legge 8 giugno 1992, n. 306 detto "Scotti-Martelli" (anche "decreto Falcone"), che inasprì le prescrizioni dell'articolo 41 bis in tema di "carcere duro" riservato ai detenuti per reati di mafia: il giorno successivo, una telefonata anonima arrivata alla sede ANSA di Palermo a nome della sigla "Falange Armata" minacciò che "il carcere non si doveva toccare".
Secondo le dichiarazioni dei collaboratori di giustizia rese alcuni anni dopo, gli omicidi di Lima e Falcone furono eseguiti proprio in quel periodo per danneggiare il senatore Giulio Andreotti, il quale era considerato uno dei candidati più accreditati per l'elezione a Presidente della Repubblica; durante i giorni delle votazioni di maggio, la strage di Capaci orientò la scelta dei parlamentari verso Oscar Luigi Scalfaro.

### Via d'Amelio

La strage di via d'Amelio (19 luglio 1992)

A fine giugno Riina fece sospendere la preparazione di un attentato contro l'onorevole Calogero Mannino ed insistette particolarmente per accelerare l'uccisione del giudice Paolo Borsellino, eseguendola con modalità eclatanti. Il 19 luglio un gruppo di fuoco formato da mafiosi di Brancaccio, Corso dei Mille, Noce e San Lorenzo (Giuseppe Graviano, Cristofaro Cannella, Francesco Tagliavia, Lorenzo Tinnirello, Stefano e Domenico Ganci, Salvatore Biondino, Giovan Battista Ferrante, Salvatore Biondo) compì un attentato dinamitardo in via D'Amelio a Palermo, in cui rimasero uccisi il giudice Borsellino e cinque agenti di scorta, causando il ferimento di ventitré persone.

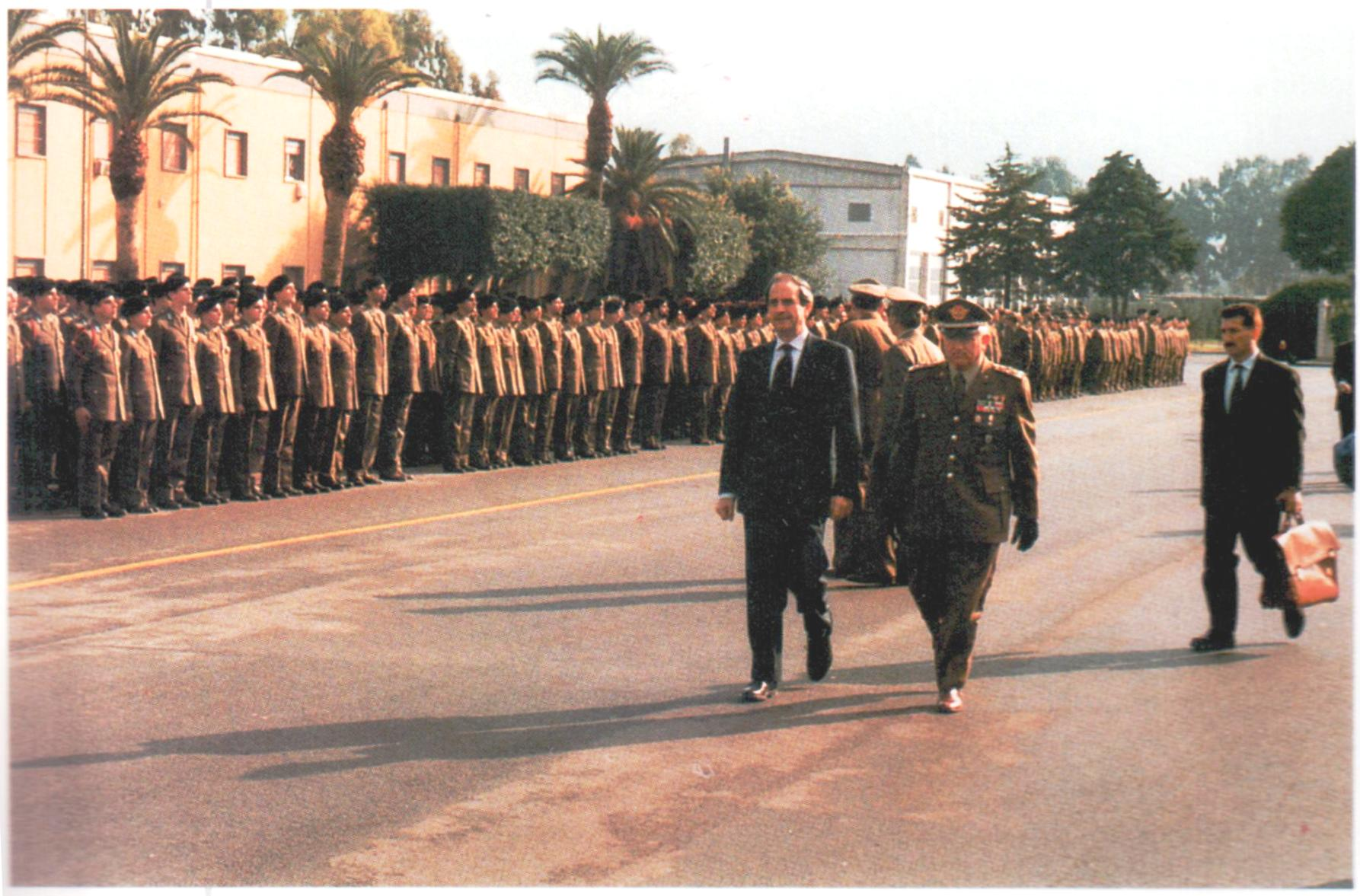
L'allora ministro della difesa, Salvo Andò, passa in rassegna le truppe impegnate nell'operazione Vespri siciliani.

Il giorno stesso, una telefonata anonima a nome della sigla "Falange Armata" giunse alla sede ANSA di Palermo e rivendicò la strage. In seguito all'attentato di via d'Amelio, il decreto "Scotti-Martelli" venne convertito subito in legge e il regime del 41 bis applicato a circa 500 mafiosi già detenuti, 100 dei quali vennero trasferiti in blocco nelle carceri insulari dell'Asinara e di Pianosa; nei giorni successivi, il nuovo esecutivo (governo Amato I) diede il via all'operazione Vespri siciliani, con cui vennero inviati 7000 uomini dell'esercito in Sicilia per presidiare gli obiettivi sensibili.

### L'omicidio Lizzio
Il 27 luglio, appena una settimana dopo la strage di via d'Amelio, un gruppo di fuoco della Famiglia di Catania (Natale Di Raimondo, Francesco Squillaci e Umberto Di Fazio) uccise a colpi di pistola l'Ispettore capo Giovanni Lizzio a causa delle sue indagini anti-racket che avevano portato in carcere diversi mafiosi catanesi. L'omicidio fu ordinato da Benedetto Santapaola ("rappresentante" della Famiglia di Catania) per compiacere Riina, che voleva allargare anche nella città etnea la campagna di attentati ai danni di esponenti delle istituzioni.

### Il tentato omicidio di Germanà
Il 14 settembre un gruppo di fuoco composto da mafiosi di Corleone, Altofonte, Brancaccio e Castelvetrano (Leoluca Bagarella, Gioacchino La Barbera, Giuseppe Graviano e Matteo Messina Denaro) tentò di uccidere con fucili Kalashnikov sul lungomare di Mazara del Vallo il commissario Calogero Germanà (detto "Rino") per via del sue indagini antimafia insieme a Borsellino. Germanà riuscì a salvarsi miracolosamente, abbandonando l'auto sulla quale viaggiava e gettandosi in mare tra i bagnanti mentre gli sparavano.

### L'omicidio Salvo e il proiettile al Giardino di Boboli
Il 17 settembre un gruppo di fuoco composto da mafiosi di San Giuseppe Jato, Corleone e Altofonte (Giovanni Brusca, Leoluca Bagarella, Antonino Gioè, Santino Di Matteo, Gioacchino La Barbera) compì l'omicidio di Ignazio Salvo, imprenditore e mafioso di Salemi che era stato legato all'onorevole Lima e ritenuto anche lui ormai inaffidabile. Nello stesso periodo, Riina incaricò Brusca di organizzare un altro attentato dinamitardo contro il giudice Pietro Grasso poiché, a suo dire, ci voleva un altro "colpettino" per "ammorbidire" lo Stato: tuttavia l'attentato non andò in porto per problemi tecnici. Inoltre, tra ottobre e novembre, Giovanni Brusca e Antonino Gioè incaricarono Santo Mazzei (mafioso di Catania) di collocare un proiettile d'artiglieria nel Giardino di Boboli a Firenze al fine di creare allarme sociale e panico, così da condizionare le istituzioni nella prospettiva di benefici per i detenuti in regime carcerario di cui all'articolo 41 bis: il proiettile però fu rinvenuto solo in un momento successivo, perché la telefonata anonima fatta da Mazzei stesso per rivendicare il fatto a nome della sigla "Falange Armata" non fu recepita.

### La continuazione degli attentati
Il 15 gennaio 1993 Riina venne arrestato insieme a Salvatore Biondino. Nei giorni successivi i boss Raffaele Ganci, Michelangelo La Barbera e Salvatore Cancemi si incontrarono con Giovanni Brusca per organizzare altri possibili attentati in Sicilia contro uomini dello Stato; tuttavia Ganci, La Barbera e Cancemi decisero che "era opportuno stare fermi".
Tra gennaio e aprile avvennero una serie di incontri nei pressi di Santa Flavia e Bagheria, a cui parteciparono Brusca, Leoluca Bagarella, Antonino Gioè, Gioacchino La Barbera, Giuseppe Graviano e Matteo Messina Denaro, in cui si discusse di attentati da compiere fuori dalla Sicilia poiché Ganci, Cancemi e La Barbera non erano d'accordo: in particolare, durante gli incontri, si parlò di attentati contro la Torre di Pisa o spargere siringhe infette nelle spiagge di Rimini per creare allarme sociale: si programmò di eliminare alcuni agenti penitenziari in servizio al carcere di Pianosa, ritenuti responsabili di sevizie nei confronti dei detenuti. Bagarella informò anche il boss Bernardo Provenzano, che si disse "d'accordo a continuare come prima". Il 19 marzo la DIA arrestò Antonino Gioè e Gioacchino La Barbera nel covo di via Ughetti a Palermo; nelle intercettazioni ambientali ascoltate dagli agenti, parlavano del loro coinvolgimento nella strage di Capaci e dei programmati attentati contro gli agenti penitenziari in servizio a Pianosa. Ad aprile, durante un altro incontro a Santa Flavia a cui parteciparono Leoluca Bagarella, Filippo Graviano, Giuseppe Graviano e Messina Denaro, venne organizzato un nuovo attentato contro Maurizio Costanzo. A metà maggio Cancemi, Ganci e La Barbera incontrarono Provenzano, il quale riferì che "tutto andava avanti".

### Il fallito attentato a Costanzo
Nello stesso periodo un gruppo di fuoco composto da mafiosi di Brancaccio e Corso dei Mille (Cristofaro Cannella, Cosimo Lo Nigro, Salvatore Benigno, Giuseppe Barranca, Francesco Giuliano) si portò a Roma per compiere l'attentato a Costanzo, venendo ospitato nuovamente da Scarano nell'appartamento di suo figlio; sempre Scarano procurò anche un garage presso un centro commerciale a Tor Bella Monaca, dove Lo Nigro e Benigno portarono una Fiat Uno rubata durante un appostamento nel centro di Roma, che provvidero a imbottire con l'esplosivo già occultato nello scantinato dell'abitazione di Scarano. Nella stessa sera l'autobomba venne parcheggiata in via Ruggiero Fauro, nei pressi degli studi televisivi dove Costanzo registrava le puntate del Maurizio Costanzo Show, ma inizialmente non esplose per un difetto del congegno.
La sera del 14 maggio Lo Nigro e Benigno innescarono l'esplosione al passaggio dell'auto di Costanzo, che rimase fortunatamente illeso: Benigno infatti schiacciò il pulsante del telecomando con qualche istante di ritardo, perché aspettava Costanzo su un'auto diversa da quella che sopraggiunse; l'esplosione causò il ferimento di ventiquattro persone, nonché gravi danni agli edifici circostanti e alle auto parcheggiate nelle vicinanze. Qualche ora dopo, una telefonata anonima rivendicò l'attentato di via Fauro a nome della sigla "Falange Armata".

### Gli attentati a Firenze, a Roma e a Milano

Il Padiglione d'Arte Contemporanea di Milano devastato dall'esplosione in via Palestro (28 luglio 1993)

Sempre a metà maggio, Lo Nigro, Giuliano e Gaspare Spatuzza provvidero a macinare e confezionare l'esplosivo necessario per gli attentati successivi, presso una casa fatiscente a Corso dei Mille messa a disposizione da Antonino Mangano (capo della Famiglia di Roccella); una parte dell'esplosivo venne affidata a Pietro Carra (autotrasportatore che gravitava negli ambienti mafiosi di Brancaccio), il quale lo occultò in un doppiofondo ricavato nel suo camion per trasportarlo a Roma, presso un magazzino sulla via Ostiense messo a disposizione da Emanuele Di Natale (amico di Scarano), dove Lo Nigro, Spatuzza e Benigno provvidero a scaricarlo e nasconderlo per utilizzarlo in un secondo momento.
Il 23 maggio Barranca, Lo Nigro, Spatuzza e Giuliano si portarono a Prato, venendo ospitati nell'appartamento di Antonino Messana (cognato di Giuseppe Ferro, capo della Famiglia di Alcamo), che inizialmente aveva rifiutato, ma poi aveva ceduto alle minacce di Gioacchino Calabrò (capo della Famiglia di Castellammare del Golfo) e Giorgio Pizzo (mafioso di Brancaccio): nei giorni successivi, Carra trasportò un'altra parte dell'esplosivo a Galciana (frazione di Prato), dove venne raggiunto da Lo Nigro, Spatuzza e Giuliano, i quali prelevarono l'esplosivo e lo scaricarono nel garage di Messana, accompagnati da Vincenzo Ferro (figlio di Giuseppe) con la sua auto.
La sera del 26 maggio Giuliano e Spatuzza rubarono una Fiat Fiorino e provvidero a sistemare l'esplosivo al suo interno, sempre nel garage di Messana; la sera stessa Giuliano e Lo Nigro andarono a parcheggiare l'autobomba in via dei Georgofili, nei pressi della Galleria degli Uffizi, e innescarono l'esplosione, che provocò il crollo dell'adiacente Torre dei Pulci, l'uccisione dei coniugi Fabrizio Nencioni e Angela Fiume con le loro figlie Nadia (nove anni) e Caterina (cinquanta giorni di vita), e dello studente universitario Dario Capolicchio (ventidue anni), nonché il ferimento di una quarantina di persone: la mattina successiva all'attentato, due telefonate anonime giunsero alle sedi ANSA di Firenze e Cagliari che rivendicavano la strage a nome della sigla "Falange Armata".
A fine maggio Lo Nigro, Giuliano, Spatuzza e Salvatore Grigoli (mafioso di Roccella) macinarono e confezionarono altro esplosivo presso la casa fatiscente di Mangano e poi in un magazzino sempre a Corso dei Mille (preso in affitto da Grigoli stesso), dove, insieme all'esplosivo, tagliarono anche dei tondini di ferro che dovevano servire ad amplificare l'effetto distruttivo dell'ordigno.
A giugno Spatuzza giunse a Roma per organizzare un altro attentato e compì un primo sopralluogo presso lo Stadio Olimpico, accompagnato da Scarano. A metà luglio, Lo Nigro e Spatuzza, accompagnati da Scarano con la sua auto, effettuarono vari sopralluoghi nella zona di Trastevere durante la popolare "Festa de Noantri" per individuare un luogo da colpire: furono scelte le chiese di San Giorgio al Velabro e San Giovanni in Laterano. Nello stesso periodo Spatuzza e Giuliano si portarono ad Arluno, in provincia di Milano, dove Carra e Lo Nigro portarono l'altra parte dell'esplosivo, che provvidero a scaricare insieme a Giovanni Formoso (mafioso di Misilmeri); Spatuzza e Giuliano rubarono anche una Fiat Uno a Milano e la affidarono a Formoso per imbottirla di esplosivo.

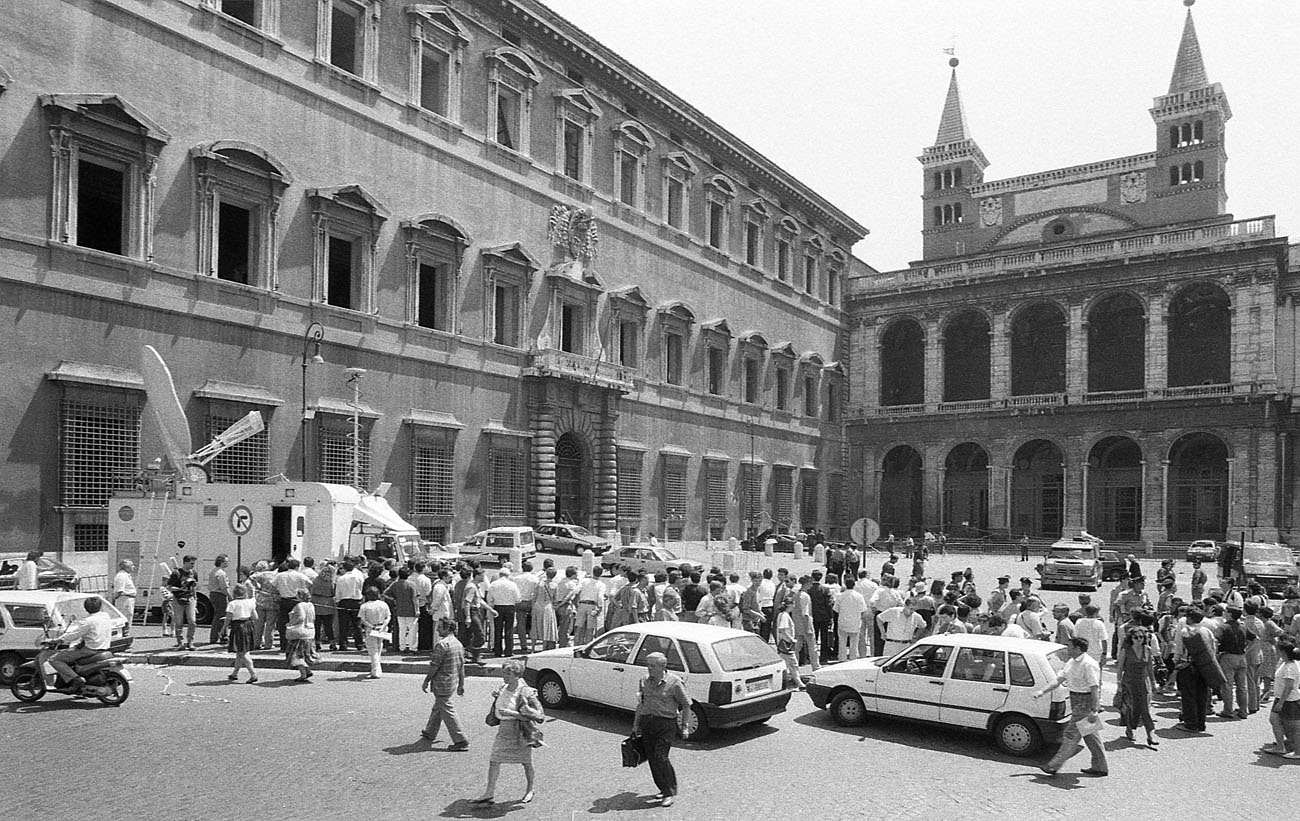
Gli attentati alle chiese di Roma, con la facciata del Palazzo del Laterano danneggiata e tutte le finestre divelte (28 luglio 1993)

Il 26 luglio Lo Nigro, Spatuzza e Giuliano si portarono a Roma e nella serata del giorno successivo rubarono altre due Fiat Uno, accompagnati da Benigno e Scarano: le due auto rubate furono portate nel magazzino di Di Natale sulla via Ostiense, dove Lo Nigro e Benigno provvidero a imbottirle con l'esplosivo precedentemente serbato lì. La sera stessa Lo Nigro portò la prima autobomba davanti a San Giorgio al Velabro mentre Spatuzza, Benigno e Giuliano portarono la seconda a San Giovanni in Laterano, accendendo le rispettive micce: le esplosioni, che avvennero a distanza di quattro minuti l'una dall'altra, provocarono ventidue feriti ma nessuna vittima, nonché gravi danneggiamenti alle due chiese. Nel primo pomeriggio del 28 luglio papa Giovanni Paolo II visitò ambedue i siti colpiti da esplosioni. Una delle possibili spiegazioni in ordine all'individuazione degli obiettivi è stata che potesse trattarsi di un'intimidazione nei confronti dei massimi esponenti istituzionali dell'epoca, il Presidente del Senato Giovanni Spadolini e il Presidente della Camera Giorgio Napolitano, oppure che potesse trattarsi di un sinistro avvertimento al Vaticano per il discorso contro la mafia pronunciato da Giovanni Paolo II durante la sua visita ad Agrigento nel maggio precedente.

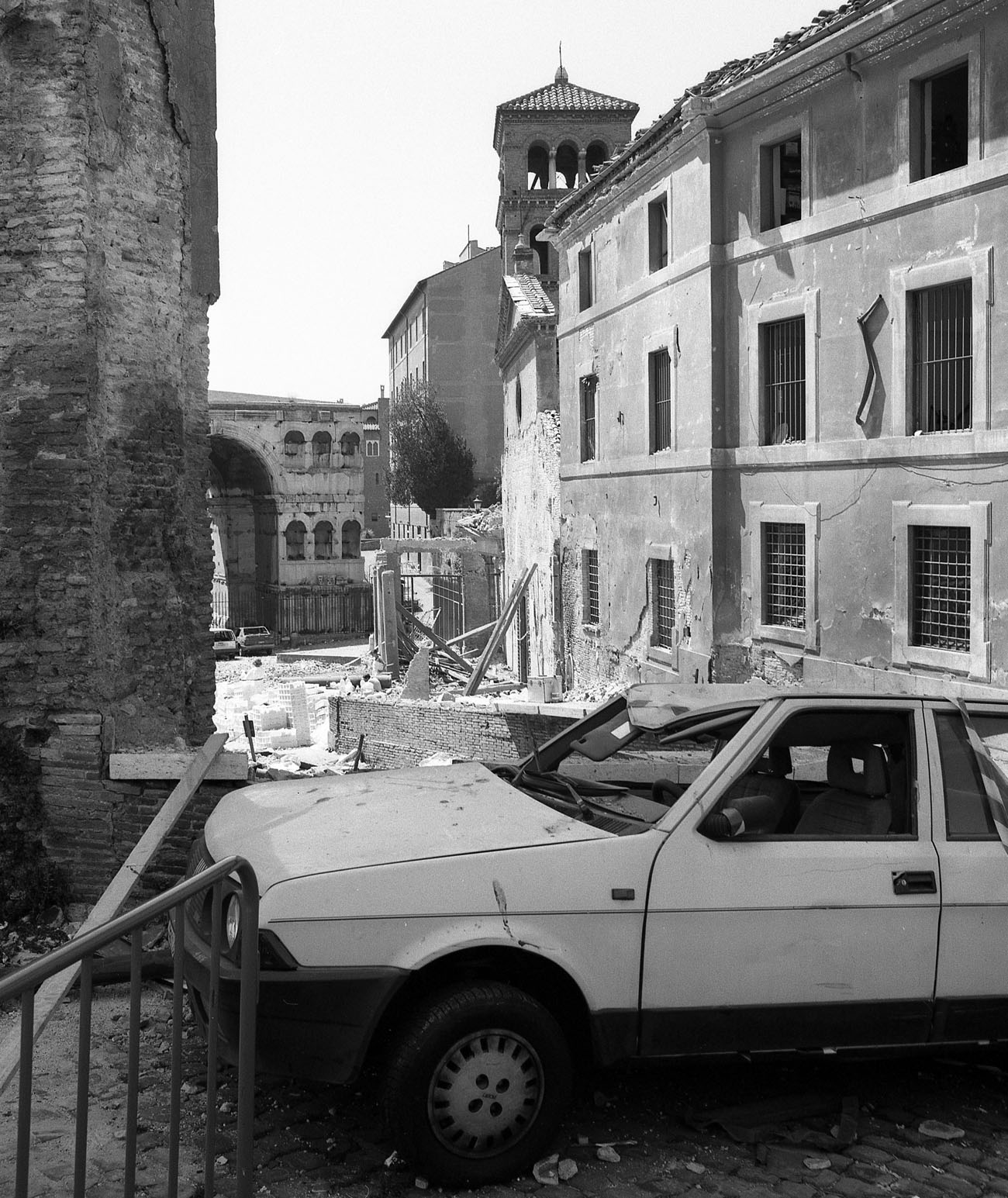
La facciata della chiesa di San Giorgio al Velabro distrutta dall'esplosione (28 luglio 1993)

Mezz'ora prima degli attentati alle chiese di Roma, la Fiat Uno già rubata da Spatuzza e Giuliano esplose in via Palestro a Milano, uccidendo il vigile urbano Alessandro Ferrari, i vigili del fuoco Carlo La Catena, Sergio Pasotto e Stefano Picerno (intervenuti per una fuoriuscita di fumo biancastro dall'autobomba) e l'immigrato marocchino Moussafir Driss (che dormiva su una panchina), causando inoltre il ferimento di dodici persone, nonché gravi danni all'adiacente Padiglione di arte contemporanea e alla Galleria d'arte moderna: il giorno successivo, Spatuzza spedì due lettere anonime a nome della sigla "Falange Armata" alle redazioni dei quotidiani "Il Messaggero" e "Corriere della Sera", minacciando nuovi attentati ed altre vittime innocenti.

### I falliti attentati allo stadio Olimpico di Roma e contro Salvatore Contorno
A settembre, Carra trasportò l'esplosivo misto ai tondini di ferro a Roma, dove Spatuzza, Scarano, Lo Nigro e Giuliano provvidero a scaricarlo e nasconderlo presso un capannone dove lavorava il figlio di Scarano; Luigi Giacalone (mafioso di Roccella) portò lì anche una Lancia Thema rubata a Palermo. Il mese successivo Spatuzza, Grigoli, Benigno, Giuliano, Lo Nigro e Giacalone vennero ospitati in una villetta a Torvaianica prestata a Scarano dal suo amico Alfredo Bizzoni, dove vennero raggiunti da Giuseppe Graviano, che fece tornare Grigoli e Giuliano a Palermo poiché "erano troppi". Il gruppo venne informato da Scarano che il collaboratore di giustizia Salvatore Contorno abitava a Formello, in provincia di Roma, dove Spatuzza andò a compiere degli appostamenti, riuscendo a rintracciarlo. Nello stesso periodo, Spatuzza e Scarano compirono un secondo sopralluogo allo Stadio Olimpico, seguendo due pullman dei Carabinieri per conoscerne i movimenti e preparare un eventuale altro attentato.
Il 23 gennaio 1994 Giacalone, Benigno, Spatuzza e Lo Nigro provvidero a sistemare l'esplosivo all'interno della Lancia Thema, sempre presso il capannone: Scarano accompagnò Lo Nigro e Benigno, che portarono l'autobomba di fronte a un presidio dei Carabinieri in viale dei Gladiatori, nei pressi dello Stadio Olimpico dove si stava disputando la partita di calcio Roma-Udinese. Spatuzza e Benigno si appostarono su una collinetta sovrastante lo Stadio in attesa della fine della partita per procurare l'esplosione al passaggio dei pullman dei Carabinieri, ma il telecomando non funzionò e quindi l'autobomba non esplose. Nei giorni successivi Scarano fece rimuovere la Lancia Thema dal carro attrezzi di un amico e poi provvide a farla rottamare presso un altro conoscente, dopo che Lo Nigro e Giacalone ebbero prelevato e nascosto l'esplosivo in una villetta di Capena, presa in affitto da Scarano.
Il 27 gennaio a Milano venne arrestato Giuseppe Graviano insieme al fratello Filippo. A marzo Leoluca Bagarella chiese a Giovanni Brusca di procurargli dell'esplosivo diverso da quello usato nei precedenti attentati, per evitare che gli inquirenti facessero collegamenti; l'esplosivo venne direttamente confezionato da Grigoli, Lo Nigro, Giuliano e Spatuzza nel magazzino a Corso dei Mille, poiché non c'era bisogno di macinarlo, ed affidato sempre a Carra, che lo trasportò alla villetta di Capena, dove venne scaricato e nascosto da Giacalone, Giuliano, Benigno e Grigoli, i quali compirono un altro appostamento a Formello e decisero di effettuare l'attentato contro Contorno collocando l'esplosivo telecomandato ai margini della strada che percorreva abitualmente.
Durante il primo tentativo, Benigno e Lo Nigro azionarono il telecomando, ma l'esplosione non avvenne perché la gelatina utilizzata con l'esplosivo risultò avariata e quindi Giuliano venne mandato a Palermo per procurarsi altro esplosivo e nuovi detonatori. Carra compì quindi un altro viaggio a Capena con il suo camion per trasportare il nuovo esplosivo, sempre procurato da Brusca: Lo Nigro e Grigoli assemblarono l'esplosivo usato in precedenza con quello nuovo e lo collocarono in un tratto stradale diverso da quello precedente, nascosto in un canale di scolo. La mattina del 14 aprile, Lo Nigro e Benigno si appostarono su una collinetta nelle vicinanze per azionare il telecomando, ma Contorno non passò. La stessa sera, Grigoli e Giacalone andarono sul posto per recuperare l'esplosivo ma si accorsero che questo era stato scoperto dai Carabinieri, avvertiti dalla telefonata di un cittadino insospettito da movimenti sospetti nella zona.

## Cronologia degli attentati
| Data              | Attentato                              | Luogo                    | Obiettivi                                 | Vittime                      |
| ----------------- | -------------------------------------- | ------------------------ | ----------------------------------------- | ---------------------------- |
| 12 marzo 1992     | Omicidio di Salvo Lima                 | Palermo                  | Salvo Lima                                | Salvo Lima                   |
| 4 aprile 1992     | Omicidio di Giuliano Guazzelli         | Agrigento                | Giuliano Guazzelli                        | Giuliano Guazzelli           |
| 23 maggio 1992    | Strage di Capaci                       | Isola delle Femmine (PA) | Giovanni Falcone                          | 5 (tra cui Giovanni Falcone) |
| 19 luglio 1992    | Strage di via D'Amelio                 | Palermo                  | Paolo Borsellino                          | 6 (tra cui Paolo Borsellino) |
| 27 luglio 1992    | Omicidio di Giovanni Lizzio            | Catania                  | Giovanni Lizzio                           | Giovanni Lizzio              |
| 14 settembre 1992 | Fallito attentato a Rino Germanà       | Mazara del Vallo (TP)    | Rino Germanà                              | Nessuna vittima              |
| 17 settembre 1992 | Omicidio di Ignazio Salvo              | Santa Flavia (PA)        | Ignazio Salvo                             | Ignazio Salvo                |
| 14 maggio 1993    | Fallito attentato di via Fauro         | Roma                     | Maurizio Costanzo                         | Nessuna vittima              |
| 27 maggio 1993    | Strage di via dei Georgofili           | Firenze                  | Galleria degli Uffizi                     | 5                            |
| 27 luglio 1993    | Strage di via Palestro                 | Milano                   | Padiglione d'arte contemporanea di Milano | 5                            |
| 28 luglio 1993    | Autobomba a San Giovanni in Laterano   | Roma                     | Basilica di San Giovanni in Laterano      | Nessuna vittima              |
| 28 luglio 1993    | Autobomba a San Giorgio in Velabro     | Roma                     | Chiesa di San Giorgio in Velabro          | Nessuna vittima              |
| 23 gennaio 1994   | Fallito attentato allo Stadio Olimpico | Roma                     | Stadio Olimpico                           | Nessuna vittima              |
| 14 aprile 1994    | Fallito attentato a Totuccio Contorno  | Formello (RM)            | Totuccio Contorno                         | Nessuna vittima              |

## Le indagini e i processi

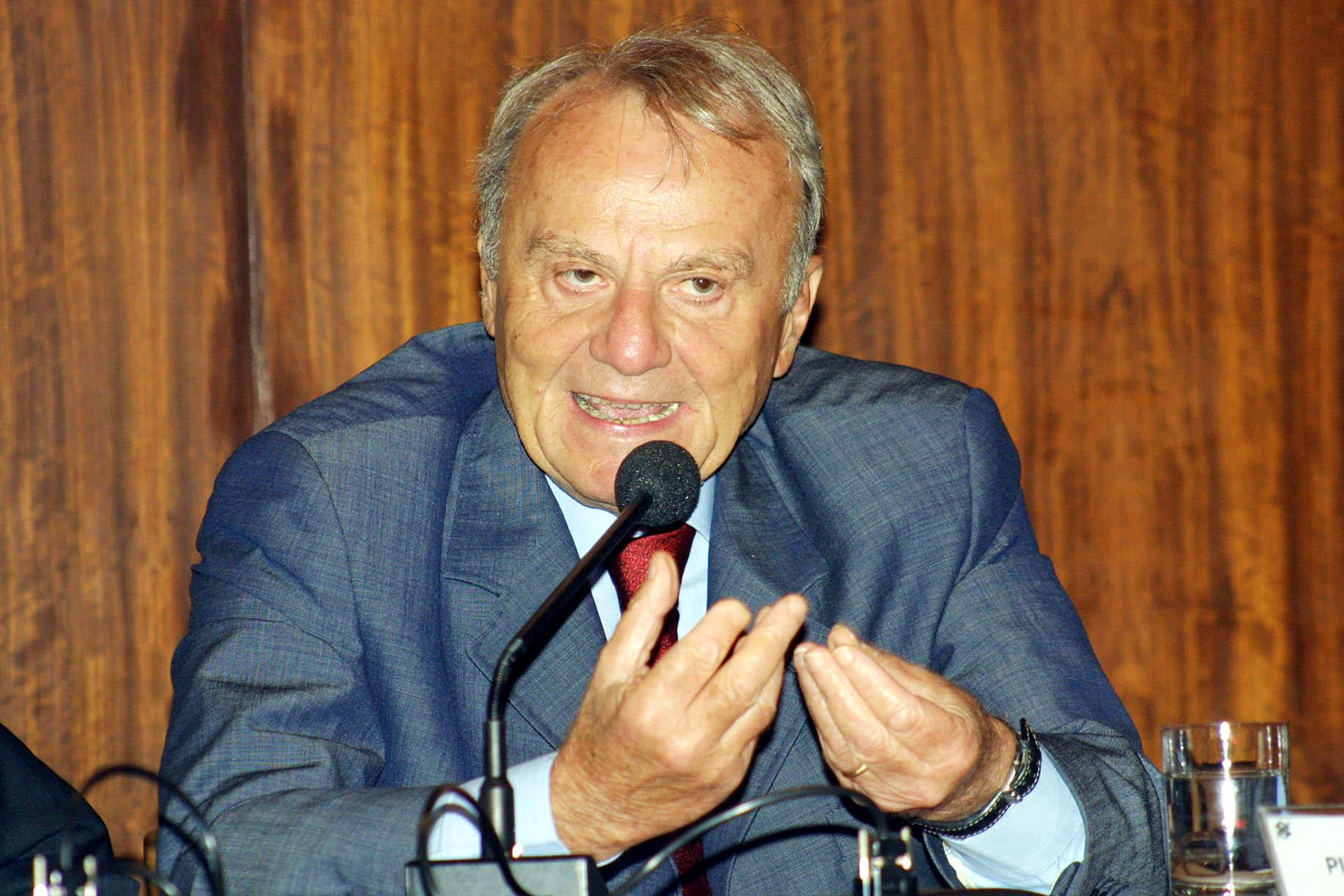
Il procuratore Piero Luigi Vigna

Nel 1994 la Procura di Firenze acquisì tutte le indagini sugli attentati di Roma, Firenze e Milano, che vennero condotte dal procuratore capo Piero Luigi Vigna e dai sostituti procuratori Francesco Fleury, Gabriele Chelazzi e Giuseppe Nicolosi: l'inchiesta si basò soprattutto su analisi di tabulati telefonici ed, in particolare, sulle dichiarazioni dei collaboratori di giustizia Vincenzo Sinacori, Francesco Geraci, Salvatore Grigoli, Pietro Romeo, Antonio Scarano, Emanuele Di Natale, Alfredo Bizzoni, Pietro Carra, Vincenzo e Giuseppe Ferro, Giovanni Ciaramitaro, Antonio Calvaruso, Emanuele e Pasquale Di Filippo, Giuseppe Monticciolo, Umberto Maniscalco, Tullio Cannella, Calogero Ganci, Salvatore Cancemi e Giovanni Brusca, che consentirono di ricostruire le modalità di esecuzione delle stragi.
Nel 1996 iniziò il processo per gli attentati del 1993 e, durante il dibattimento, le posizioni degli imputati Salvatore Riina, Giuseppe Graviano, Alfredo Bizzoni e Giuseppe Monticciolo vennero stralciate dal processo principale. Infine, nel giugno 1998, la Corte d'Assise di Firenze condannò in primo grado all'ergastolo Leoluca Bagarella, Giuseppe Barranca, Francesco Giuliano, Filippo Graviano, Cosimo Lo Nigro, Antonino Mangano, Matteo Messina Denaro, Bernardo Provenzano, Gaspare Spatuzza, Salvatore Benigno, Gioacchino Calabrò, Cristofaro Cannella, Luigi Giacalone e Giorgio Pizzo mentre i collaboratori di giustizia Giuseppe Ferro, Salvatore Grigoli e Antonio Scarano vennero condannati a diciotto anni di carcere, l'altro collaboratore Giovanni Brusca a vent'anni, Vincenzo Ferro a sedici anni, Pietro Carra a quattordici anni, Emanuele Di Natale a undici anni, Aldo Frabetti a dodici anni, Antonino Messana a ventuno anni e Vittorio Tutino a ventotto anni, mentre Massimo Scarano e Giuseppe Santamaria vennero assolti.
Nel gennaio 2000 la Corte d'Assise di Firenze condannò in primo grado all'ergastolo Salvatore Riina e Giuseppe Graviano, mentre il collaboratore di giustizia Giuseppe Monticciolo venne condannato a sette anni di carcere e l'altro collaboratore Alfredo Bizzoni a un anno e mezzo. Nel febbraio 2001 la Corte d'assise d'appello di Firenze confermò tutte le precedenti condanne e le assoluzioni di primo grado, annullando però la condanna all'ergastolo per Cristofaro Cannella che venne ridotta a trent'anni di carcere. Nel maggio 2002 la Corte di cassazione confermò le sentenze.
Nel 2002, in base alle ricostruzioni dei collaboratori di giustizia Pietro Carra e Antonio Scarano, la Procura di Firenze dispose l'arresto dei fratelli Tommaso e Giovanni Formoso, identificati dalle indagini come coloro che compirono materialmente la strage di via Palestro. Nel 2003 la Corte d'Assise di Milano condannò i fratelli Formoso all'ergastolo e tale condanna venne confermata nei due successivi gradi di giudizio. Nel 2008 Spatuzza iniziò a collaborare con la giustizia e le sue dichiarazioni fecero riaprire le inchieste su tutte le stragi del biennio 1992-93: in particolare, Spatuzza smentì la versione data precedentemente dai collaboratori di giustizia Vincenzo Scarantino e Salvatore Candura sull'esecuzione della strage di via d'Amelio, autoaccusandosi del furto della Fiat 126 utilizzata nell'attentato; inoltre Spatuzza chiarì la provenienza dell'esplosivo usato in tutte le stragi ed accusò Francesco Tagliavia e Marcello Tutino (mafiosi di Corso dei Mille e Brancaccio) di aver avuto un ruolo nell'esecuzione delle stragi di via dei Georgofili e via Palestro.
In seguito alle dichiarazioni di Spatuzza, nel 2011 la Corte d'Assise di Firenze condannò Francesco Tagliavia all'ergastolo, sentenza diventata definitiva nel 2017; nel 2012, sempre sulla base delle accuse di Spatuzza, la Procura di Firenze dispose l'arresto del pescatore Cosimo D'Amato, cugino di Cosimo Lo Nigro, il quale era accusato di aver fornito l'esplosivo, estratto da residuati bellici recuperati in mare, che venne utilizzato in tutti gli attentati del 1992-93; l'anno successivo, il giudice dell'udienza preliminare di Firenze condannò D'Amato all'ergastolo con il rito abbreviato; la condanna venne confermata in appello nel 2014 e, due anni dopo, in Cassazione; nel 2015 lo stesso D'Amato iniziò a collaborare con la giustizia e confermò il suo coinvolgimento nella fornitura di esplosivi.
Nel 2014 la Direzione distrettuale antimafia di Milano emise un'ordinanza di custodia cautelare nei confronti di Marcello Tutino per il reato di strage perché accusato da Spatuzza di essere stato il "basista" dell'attentato di via Palestro. L'anno successivo, la Corte d'assise di Milano assolse Tutino perché le sole dichiarazioni di Spatuzza furono considerate insufficienti per una condanna; l'assoluzione venne confermata in appello e in Cassazione.

### Indagine "Mandanti occulti"
(Intervista a Pier Luigi Vigna, La Stampa, 30 maggio 2010)
Nel 1994 la Procura di Firenze aprì un secondo filone d'indagine parallelo per accertare le responsabilità negli attentati del 1993 di eventuali suggeritori o concorrenti esterni all'organizzazione mafiosa (i cosiddetti "mandanti occulti" o "a volto coperto"), che venne condotta sempre dal procuratore capo Vigna e dai sostituti procuratori Fleury, Chelazzi e Nicolosi: nel 1996 vennero iscritti nel registro degli indagati Silvio Berlusconi e Marcello Dell'Utri sotto le sigle “Autore 1” e “Autore 2” per concorso in strage, in seguito alle dichiarazioni de relato dei collaboratori di giustizia Pietro Romeo, Giovanni Ciaramitaro e Salvatore Cancemi; tuttavia nel 1998 il giudice per le indagini preliminari di Firenze archiviò l'inchiesta su “Autore 1” e “Autore 2” al termine delle indagini preliminari poiché non si era potuta trovare la conferma delle chiamate de relato e delle intuizioni logiche, sebbene si evidenziasse nel decreto di archiviazione che vi era «un'obiettiva convergenza degli interessi politici di Cosa nostra rispetto ad alcune qualificate linee programmatiche della nuova formazione» (ovvero Forza Italia) e che durante le indagini «l'ipotesi iniziale abbia mantenuto e semmai incrementato la sua plausibilità».
Nel 2003 la Procura di Firenze iscrisse nel registro degli indagati l'ex senatore democristiano Vincenzo Inzerillo (già condannato per concorso esterno in associazione di tipo mafioso), il quale era accusato dal collaboratore di giustizia Vincenzo Sinacori di aver partecipato ad un incontro nell'ottobre 1993 con Leoluca Bagarella, Giuseppe Graviano e Matteo Messina Denaro per "dirgli che con le stragi non si concludeva niente e che si doveva fare un'altra strategia, fare un movimento politico"; tuttavia l'indagine a carico di Inzerillo venne archiviata. Infine nel 2008 la Procura di Firenze archiviò definitivamente l'inchiesta sui "mandanti occulti" poiché le indagini non avevano trovato ulteriori risultati investigativi.
Nel 2008 Berlusconi e Dell'Utri furono nuovamente indagati dalla Procura di Firenze per il reato di concorso in strage a seguito della collaborazione di Gaspare Spatuzza, il quale raccontò che Giuseppe Graviano nel 1994 gli avrebbe confidato che "avevano il Paese nelle mani" grazie ai contatti appunto con Berlusconi e Dell'Utri ma tale indagine è stata archiviata nel 2011 per mancanza di prove. Nel 2017 la Procura di Firenze, nelle persone del procuratore capo Giuseppe Creazzo e dei sostituti procuratori Luca Turco e Luca Tescaroli, ha ottenuto dal GIP la riapertura del fascicolo a carico di Berlusconi e Dell'Utri per concorso in strage e ha delegato gli accertamenti alla Direzione Investigativa Antimafia, basandosi sulle parole del boss Giuseppe Graviano, intercettato in carcere mentre parlava di una "cortesia" fatta a Berlusconi. Le intercettazioni di Graviano sono confluite negli atti del processo sulla trattativa Stato-mafia. Nel 2021 l'indagine della Procura di Firenze ebbe un nuovo impulso a seguito della testimonianza di Graviano, il quale ammise esplicitamente per la prima volta di aver incontrato Berlusconi per tre volte nei primi anni '90, confermando quanto emerso dalle sue intercettazioni in carcere, e fece velate allusioni ad "imprenditori del Nord" che non volevano che le stragi finissero.
Nel 2023 la Procura di Firenze, nelle persone del procuratore facente funzioni Luca Turco e dell'aggiunto Luca Tescaroli, iscrisse nel registro degli indagati l'ex terrorista nero Paolo Bellini con le accuse di strage in concorso con altri, associazione con finalità di terrorismo anche internazionale o di eversione dell'ordine democratico, in quanto "istigava i vertici di Cosa Nostra che accoglievano l'idea criminosa, realizzando attentati diretti a colpire il patrimonio storico, artistico e monumentale del Paese". Nel 2025 il gip di Firenze Angelo Antonio Pezzuti archiviò le accuse a carico di Bellini rilevando "l'insussistenza degli elementi soggettivi del reato ipotizzato”.
Nel maggio del 2024 la Procura di Firenze iscrisse nel registro degli indagati il generale dei carabinieri in pensione Mario Mori per i reati di strage, associazione mafiosa e associazione con finalità di terrorismo internazionale ed eversione dell’ordine democratico: secondo le accuse, Mori non si sarebbe attivato per impedire le stragi del 1993 nonostante le "plurime anticipazioni” fornitegli dal maresciallo Roberto Tempesta e dal suo confidente Angelo Siino, futuro collaboratore di giustizia.

### La "trattativa Stato-mafia"
Nel 1998 la sentenza di primo grado per le stragi del 1993 accertò che, nel periodo tra le stragi di Capaci e via d'Amelio, i vertici del ROS dell'epoca (il colonnello Mario Mori e il capitano Giuseppe De Donno) contattarono Vito Ciancimino per "fermare le stragi e avere informazioni" mentre, negli stessi mesi, il maresciallo Roberto Tempesta stabilì un altro contatto con il boss Antonino Gioè attraverso Paolo Bellini (ex terrorista nero e confidente del SISMI) al fine di recuperare alcuni pezzi d'arte rubati. Secondo i collaboratori di giustizia Giovanni Brusca e Salvatore Cancemi, Riina preparò un elenco di richieste che riguardavano benefici per i mafiosi detenuti e la revisione del Maxiprocesso (il cosiddetto "papello") poiché "qualcuno, da parte delle istituzioni, si era fatto sotto e c'era una trattativa in corso".
Nel 2002 il collaboratore di giustizia Antonino Giuffrè dichiarò che, nell'ottobre-novembre 1993, i fratelli Filippo e Giuseppe Graviano trattarono con Silvio Berlusconi attraverso l'imprenditore Gianni Ienna al fine di ottenerne benefici giudiziari e la revisione del 41 bis, in cambio del loro appoggio elettorale a Forza Italia; secondo Giuffrè, nello stesso periodo Bernardo Provenzano attivò alcuni canali per arrivare a Marcello Dell'Utri e Berlusconi, al fine di presentare una serie di richieste su alcuni argomenti che interessavano Cosa nostra. Anche altri collaboratori di giustizia (Tullio Cannella, Angelo Siino, Giovanni Brusca, Salvatore Grigoli, Maurizio Avola, Salvatore Cucuzza, Giuseppe Ferro) parlarono dell'appoggio fornito da Cosa nostra a Forza Italia alle elezioni del 1994. Nel 2008 l'altro collaboratore di giustizia Gaspare Spatuzza dichiarò che nell'ottobre 1993 Giuseppe Graviano gli confidò, durante una conversazione in un bar di via Veneto a Roma, di aver ottenuto tutto quello che voleva grazie ai contatti con Marcello Dell'Utri e, tramite questi, con Berlusconi.
Nel 2009 Massimo Ciancimino (figlio di Vito) dichiarò che nel giugno 1992 fece da tramite tra il padre e il ROS per giungere ad un accordo mirato alla cessazione delle stragi e alla consegna dei latitanti, che avrebbe avuto la copertura politica degli allora ministri Nicola Mancino e Virginio Rognoni; inoltre Massimo Ciancimino sostenne di avere ricevuto il "papello" con le richieste di Riina da Antonino Cinà (medico e mafioso di San Lorenzo) con l'incarico di consegnarlo al padre, che però scrisse un altro papello che doveva essere sempre indirizzato a Mancino e Rognoni (il cosiddetto "contro-papello") poiché le richieste di Riina erano, a suo dire, improponibili: sempre secondo Ciancimino, nel settembre 1992 lui e il padre ripresero i contatti con il colonnello Mori e il capitano De Donno per individuare il covo di Riina e per questo aprirono una seconda trattativa con Bernardo Provenzano, che sarebbe durata fino a dicembre, quando Vito Ciancimino venne arrestato; secondo le confidenze del padre, nei mesi successivi la trattativa continuò ed ebbe Marcello Dell'Utri come nuovo interlocutore.
In seguito alle dichiarazioni di Massimo Ciancimino, i magistrati di Caltanissetta e di Palermo raccolsero le testimonianze degli ex onorevoli Claudio Martelli, Luciano Violante, dell'avvocato Fernanda Contri e della dottoressa Liliana Ferraro, i quali dichiararono che nell'estate del 1992 vennero avvicinati dall'allora colonnello Mori e dal capitano De Donno che cercavano "copertura politica" per i loro contatti con Ciancimino, di cui era stato informato anche il giudice Paolo Borsellino nel periodo precedente alla sua morte.
La Procura di Palermo e la Commissione parlamentare antimafia presieduta dal senatore Giuseppe Pisanu ipotizzarono anche che, sebbene "dopo dieci anni di permanenza nell’incarico una sostituzione ai vertici del D.A.P. sarebbe da considerarsi normale", sulla sostituzione avvenuta nel giugno 1993 del direttore Nicolò Amato e del vicedirettore Edoardo Fazzioli "avrebbero influito in parte dei dissidi imprecisati con l’allora Presidente della Repubblica Oscar Luigi Scalfaro", sempre radicalmente negati da quest'ultimo: al loro posto vennero nominati il dottor Adalberto Capriotti come nuovo direttore e il dottor Francesco Di Maggio come vicedirettore; il 26 giugno il dottor Capriotti inviò una nota all'allora ministro della Giustizia Giovanni Conso in cui spiegava la sua nuova linea di silente non proroga di 373 provvedimenti di sottoposizione al 41 bis in scadenza a novembre, che avrebbero costituito "un segnale positivo di distensione"; tuttavia, tra il 20 e il 27 luglio, il DAP prorogò numerosi provvedimenti di sottoposizione al 41 bis in scadenza che riguardavano alcuni detenuti mafiosi di elevata pericolosità e, proprio in quei giorni, avvennero gli attentati in via Palestro e alle chiese di Roma; il 2 novembre il ministro Conso non rinnovò circa 300 provvedimenti al 41 bis in scadenza per, a suo dire, "fermare le stragi."
Nel giugno 2012 la Procura di Palermo chiuse le indagini sulla "trattativa"; nel 2013 il giudice dell'udienza preliminare di Palermo dispose il rinvio a giudizio per Salvatore Riina, Bernardo Provenzano, Giovanni Brusca, Leoluca Bagarella, Antonino Cinà, Nicola Mancino, Antonio Subranni, Mario Mori, Giuseppe De Donno, Calogero Mannino e Marcello Dell'Utri, con le accuse di violenza o minaccia a corpo politico e falsa testimonianza.
Il 4 novembre 2015 il giudice dell'udienza preliminare di Palermo, Marina Petruzzella ha assolto Calogero Mannino (giudicato con il rito abbreviato) dall'accusa a lui contestata per "non aver commesso il fatto". La sentenza di assoluzione è stata confermata in appello il 22 luglio 2019 e anche dalla Corte di Cassazione l'11 dicembre 2020.
Per gli imputati giudicati con il rito ordinario, Il 20 aprile 2018 la Corte d'assise di Palermo, presieduta dal dott. Alfredo Montalto, pronunciò la sentenza di primo grado, con la quale vennero condannati a dodici anni di carcere Mario Mori, Antonio Subranni, Marcello Dell'Utri, Antonino Cinà, ad otto anni Giuseppe De Donno e Massimo Ciancimino (per lui il reato venne prescritto), a ventotto anni Leoluca Bagarella; vennero inoltre prescritte, come richiesto dai pubblici ministeri, le accuse nei confronti di Giovanni Brusca, e venne assolto Nicola Mancino.
Il 23 settembre 2021 la Corte d'assise d'appello di Palermo ribaltò la sentenza di primo grado e assolse Mario Mori, Antonio Subranni e Giuseppe De Donno perché "il fatto non costituisce reato" e l'ex senatore Marcello Dell'Utri "per non aver commesso il fatto", mentre confermò la prescrizione per Giovanni Brusca e la condanna a dodici anni del capomafia Antonino Cinà e ridusse a ventisette anni la pena al boss Leoluca Bagarella.
Il 27 aprile 2023 la Corte di Cassazione ha confermato l'assoluzione nei confronti di Mori, De Donno e Subranni, però con la formula "per non avere commesso il fatto", ed anche quella per Dell'Utri, mentre per Bagarella e Cinà ha dichiarato la prescrizione del reato.

### Indagine "Sistemi criminali"
Nel 1998 la Procura di Palermo, nelle persone dei PM Antonio Ingroia e Roberto Scarpinato, iscrisse nel registro degli indagati i boss mafiosi Salvatore Riina, Giuseppe e Filippo Graviano, Nitto Santapaola, Eugenio Galea, Aldo Ercolano, il Gran Maestro Licio Gelli, gli ex deputati Stefano Menicacci e Paolo Romeo, l'estremista nero Stefano Delle Chiaie, il commercialista Giuseppe Mandalari e i faccendieri Rosario Pio Cattafi, Filippo Battaglia e Giovanni Di Stefano, con l'accusa di aver "costituito, organizzato, diretto e/o partecipato ad un'associazione [il cosiddetto "sistema criminale"] promossa e costituita in Palermo anche da esponenti di vertice di Cosa nostra, ed avente ad oggetto il compimento di atti di violenza con fini di eversione dell'ordine costituzionale, allo scopo - tra l'altro - di determinare, mediante le predette attività, le condizioni per la secessione politica della Sicilia e di altre regioni meridionali dal resto d'Italia, anche al fine di agevolare l'attività dell'associazione mafiosa Cosa nostra e di altre associazioni di tipo mafioso ad essa collegate sui territori delle regioni meridionali del paese".
Infatti l'indagine condotta dalla Procura di Palermo si basava sulle dichiarazioni dei collaboratori di giustizia Leonardo Messina, Filippo Malvagna, Giuseppe Pulvirenti, Francesco Pattarino, Maurizio Avola, Vincenzo Sinacori, Tullio Cannella, Gioacchino Pennino, Salvatore Cancemi, Giovanni Brusca, Angelo Siino, Antonino Galliano ma anche dei collaboratori Pasquale Nucera e Filippo Barreca (ex affiliati della 'Ndrangheta), Gianfranco Modeo e Marino Pulito (ex affiliati alla Sacra Corona Unita), nonché quelle di Massimo Pizza (ex faccendiere e massone): secondo tali dichiarazioni, nel 1990-91 venne organizzato un piano eversivo-terroristico, in cui convergevano esponenti mafiosi, 'ndranghetisti e uomini provenienti dalle file della massoneria e dell'eversione nera (in particolare Licio Gelli e Stefano Delle Chiaie).
Inoltre le indagini della Procura di Palermo accertarono che nel periodo 1989-93 erano state create numerose leghe indipendentiste (a cui parteciparono anche Licio Gelli, Vito Ciancimino, Stefano Delle Chiaie ed altri), che si radunarono nella "Lega Meridionale", e nell'ottobre 1993 l'allora imprenditore Tullio Cannella (all'epoca uomo di fiducia di Leoluca Bagarella e Giuseppe Graviano) fondò anch'egli il movimento autonomista "Sicilia Libera"; tuttavia, secondo le dichiarazioni di Cannella stesso, nel 1994 "Graviano, Provenzano e Bagarella, pur continuando a coltivare il progetto separatista, si impegnarono e profusero le loro energie per favorire ed appoggiare l'affermarsi di un nuovo partito politico e cioè Forza Italia".
Nel 2001 la Procura di Palermo dispose l'archiviazione dell'indagine poiché non era "sufficientemente provato che l'organizzazione mafiosa deliberò di attuare la “strategia della tensione” per agevolare la realizzazione del progetto politico del gruppo Gelli-Delle Chiaie, né che l'organizzazione mafiosa abbia approvato l'attuazione di un piano eversivo-secessionista per effetto di contatti col gruppo Gelli-Delle Chiaie"; tuttavia la richiesta di archiviazione della Procura di Palermo ipotizzava che il piano eversivo-terroristico "sia stato "prospettato” a Cosa nostra al fine di orientarne le azioni criminali, sfruttandone il momento di “crisi” dei rapporti con la politica e che l'organizzazione mafiosa ne abbia anche subito - anche temporaneamente - l'influenza, senza però impegnarsi a pieno titolo nel piano eversivo-secessionista".

## Aspetti dibattuti
Già all'indomani delle stragi di Roma, Firenze e Milano si parlò di un coinvolgimento diretto dell'organizzazione stay behind Gladio. Nel 1993, durante le commemorazioni della strage di Piazza della Loggia di poco successive alla consumazione della strage di via dei Georgofili, fu ripreso per ore dalle telecamere di Rai 3 uno striscione contro Gladio, suggerendo ai telespettatori un collegamento tra i «gladiatori» e le stragi di piazza Fontana, Brescia e Firenze. Nell'autunno dello stesso anno, l'ambasciatore Francesco Paolo Fulci, ex segretario generale del CESIS, segnalò che le telefonate della Falange Armata provenivano da utenze della stessa sezione del SISMI da cui dipendeva la struttura di Gladio. Questa segnalazione non trovò tuttavia mai conferma ufficiale e fu smentita dai responsabili del SISMI.
Il 3 novembre 1993 il Presidente della Repubblica Oscar Luigi Scalfaro lesse un discorso alla Nazione a reti unificate Rai (passato alla storia dalla sua frase principale «Io non ci sto!»), in cui affermò che le bombe di mafia esplose nell’estate del 1993 e le accuse mosse nei suoi confronti dal capo del SISDE Riccardo Malpica di aver beneficiato di fondi neri rientravano in un unico tentativo eversivo finalizzato alla «lenta distruzione dello Stato». 
In sede processuale, gli avvocati della difesa avanzarono ipotesi alternative circa gli obiettivi degli attentati: in via Fauro non sarebbe stato Maurizio Costanzo il bersaglio ma un funzionario del SISDE, Lorenzo Narracci, che abitava in quella strada; in via dei Georgofili non la Galleria degli Uffizi o il Corridoio vasariano ma l'Accademia dei Georgofili, centro di attività del Presidente del Senato Giovanni Spadolini e di ambienti massonici; le autobombe esplose a San Giovanni in Laterano e a San Giorgio al Velabro sarebbero state invece un avvertimento verso l'Istituto per le Opere di Religione e l'Ordine costantiniano di San Giorgio; in via Palestro, a pochi metri dal luogo della strage, si trovava l'ufficio stampa della Gran Loggia Regolare d'Italia del professor Giuliano Di Bernardo. Persino l'ultimo degli attentati, quello fallito allo stadio Olimpico, sarebbe dovuto avvenire in una strada dal nome altamente evocativo, il Viale dei Gladiatori. Analoghi dubbi furono espressi dall'accusa, rappresentata dal pubblico ministero Gabriele Chelazzi:
(Intervista a Gabriele Chelazzi, La Repubblica, 6 agosto 1996)
Tuttavia le altre piste al di fuori di quella mafiosa non furono considerate veritiere dalla sentenza di primo grado, la quale ritenne Cosa nostra l'esclusiva responsabile delle stragi. 
Il magistrato Giovanni Spinosa ha suggerito un collegamento con altri fatti di quegli anni rivendicati dalla Falange Armata ma non direttamente riconducibili a Cosa nostra, come gli omicidi della banda della Uno bianca e i tre attentati in Calabria, compiuti fra la fine del 1993 e l'inizio del 1994, contro pattuglie di carabinieri, che videro l'uccisione degli appuntati Antonino Fava e Vincenzo Garofalo.

## Nei media

### Cinema
- Nel film thriller Segreti di Stato (1995), il regista Giuseppe Ferrara racconta, in maniera romanzata, il periodo delle stragi del 1993 e dello scandalo dei fondi neri del SISDE.

### Televisione
- Carlo Lucarelli, Blu notte - Misteri italiani: ep. 6x04, La mattanza. Dai silenzi sulla mafia al silenzio della mafia, Rai 3, 17 ottobre 2004.
- 1992, serie TV, regia di Giuseppe Gagliardi (2015)
- 1993, serie TV, regia di Giuseppe Gagliardi (2017)
- 1993. L'anno del giudizio, docu-film TV, regia di Gianpaolo Marconato (2017).

### Narrativa
- Le stragi del biennio 1992-1993 fanno da sfondo storico al romanzo Nelle mani giuste (2007), scritto dal magistrato Giancarlo De Cataldo.